# Exotoxin A
Exotoxin A ist bekannt als ein bedeutendes, virulentes Lektin aus dem Bakterium Pseudomonas aeruginosa. Die Molekülmasse beträgt 66,5 kDa. Das Polypeptid Exotoxin A besteht aus drei Domänen, von denen eine ADP-Ribosyltransferase-Aktivität besitzt, während die beiden anderen Domänen das Toxin an sensitive Zellen binden und für das Eindringen der ersten Domäne in das Cytoplasma durch die Zellmembran hindurch verantwortlich sind.
Das biochemische Verhalten ist identisch mit der Reaktion von Diphtherietoxin A, d. h. der Elongationsfaktor eEF-2 wird zu einem ADP-Ribosyl-EF2-Komplex gebunden und steht somit nicht mehr für die Proteinsynthese zur Verfügung.